# Corematura chrysogastra
Corematura chrysogastra är en fjärilsart som beskrevs av Perty 1834. Corematura chrysogastra ingår i släktet Corematura och familjen björnspinnare. Inga underarter finns listade i Catalogue of Life.